# Beire
Beire és un municipi de Navarra, a la Comarca de Tafalla, dins la merindad d'Olite. Limita al nord amb San Martín de Unx, a l'est amb Uxue, al sud amb Pitillas i a l'oest amb Olite.

## Demografia
| Evolució demogràfica                             | Evolució demogràfica | Evolució demogràfica | Evolució demogràfica | Evolució demogràfica | Evolució demogràfica | Evolució demogràfica | Evolució demogràfica | Evolució demogràfica | Evolució demogràfica | Evolució demogràfica |
| 1996                                             | 1998                 | 1999                 | 2000                 | 2001                 | 2002                 | 2003                 | 2004                 | 2005                 | 2006                 | 2007                 |
| ------------------------------------------------ | -------------------- | -------------------- | -------------------- | -------------------- | -------------------- | -------------------- | -------------------- | -------------------- | -------------------- | -------------------- |
| 349                                              | 342                  | 320                  | 307                  | 307                  | 305                  | 299                  | 310                  | 312                  | 306                  | 305                  |
| Fonts: Beire i Institut d'Estadística de Navarra |                      |                      |                      |                      |                      |                      |                      |                      |                      |                      |

## Història
En el seu terme es localitzen assentaments arqueològics de diferents èpoques en els termes de Turbil i San Julián. També s'han trobat dos grans pedres amb gravats meandriformes, pel que sembla relacionats amb les cultures megalítiques.
El rei Carles II de Navarra va concedir (1378) el senyoriu perpetu de vila a Roger, vescomte de Castelbón, però Carles III de Navarra va atribuir més tard (1391) les seves rendes a l'alferes Carlos de Beaumont. Joan II la va donar en senyoriu a Bernart de Ezpeleta, donació què va confirmar la princesa Elionor (1475) encara que excloent-ne la jurisdicció. Amb tot, els sobirans Joan III d'Albret i Caterina I de Navarra van vincular la vila al patrimoni de la corona (1510). Després de la incorporació de Navarra a Castella, la història principal de Beire és la general de Navarra.
En 1802 tenia molí fariner sobre el riu Zidakos i la governaven un alcalde i dos regidors, que nomenava el virrei a proposició de la vila. En 1850 tenia escola, dotada amb 2.000 rals a l'any. En els anys 20 del segle XX contava també amb un convent, dues escoles i dos molins oliers a més d'aquell fariner. Durant les primeres dècades va ser un dels pobles que més es va sensibilitzar davant l'assumpte de les corralisses, fins al punt d'entaular el seu ajuntament un plet, reivindicant la seva propietat, que va fallar el Suprem a favor dels propietaris el 1915.

## Personatges il·lustres
- José Lázaro Galdiano